# Ghumdan-Palast
Der Ghumdan-Palast, auch bekannt als Qasr Ghumdan (arabisch قصر غمدان, DMG Qaṣr Ġumdān) oder Ghamdan-Palast, ist ein alter Palast und zugleich eine Festung in Sana'a im Jemen. Er befindet sich westlich der Großen Moschee von Sana'a und ist Bestandteil der UNESCO-Welterbe-Zone in der Altstadt von Sana'a.
Der Palast könnte aus vorislamischer Zeit stammen und von den Sabäern in der Mitte des 3. Jahrhunderts n. Chr. unter der Herrschaft des letzten großen sabäischen Königs Ilsharah Yahdub erbaut worden sein; andere Historiker datieren den Baubeginn auf das 2. oder sogar 1. Jahrhundert n. Chr. Der Palast wurde durch den Kalifen Uthman zerstört, vielleicht aber auch früher durch den abessinischen Eroberer Abrahah Al-Hubashi. Er wurde mehrfach renoviert und fand Einzug in arabische Volksmärchen. Der Palast wird auch in der arabischen Poesie erwähnt, die Dichter beschreiben meist seine Schönheit. Der Palast-Turm wird von einigen als erstes Hochhaus der Welt angesehen.
Die Geschichte des Palastes ist reich an Legenden und Erzählungen.

## Geschichte
Obwohl der alte Palast heute in Ruinen liegt, bildet er den Prototyp für die typischen turmartigen Häuser in der Altstadt von Sana’a.
Im Palast residierten die letzten himyarischen Könige, die den Jemen von Ghumdan aus beherrscht hatten.
Berichten zufolge wurde er durch Kalif Uthman im 7. Jahrhundert zerstört, da er fürchtete, der Palast könnte etwaigen Rebellen als Rückzugsort dienen. Materialien des Palastes wurden für den Bau der Großen Moschee verwendet. Der Palast wurde aber wenig später wiederaufgebaut. Die Ruinen des Palastes bilden heute einen Erdwall, der sich östlich der Großen Moschee bis zum Stadttor Bab Al-Yemen hinstreckt.

## Architektur

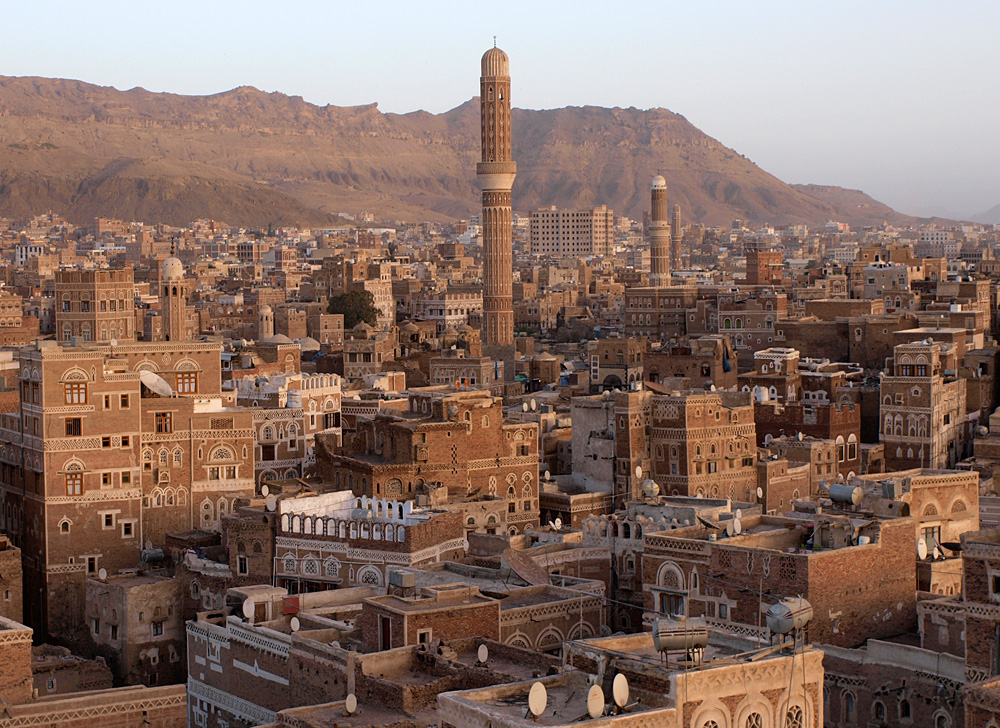
Die Altstadt von Sana'a mit typischen Turmgebäuden

Der Palast-Turm wurde auf einer Hügelspitze errichtet. Es besteht Uneinigkeit über die ursprüngliche Höhe des Gebäudes. Meist wird von sechs bis zu zehn Stockwerken ausgegangen. Im frühen 9. Jahrhundert sagt ein Bericht aus, das Gebäude sei „sieben Stockwerke hoch“ gewesen, „der höchste Raum mit vielfarbigem Marmor verkleidet und das Dach ein einziger Brocken aus grünlichem Marmor.“ 
Der Palast besaß einen quadratischen Grundriss. Die vier Außenwände des Palastes waren aus weißem, schwarzem, grünem und rotem Marmor. Das oberste Stockwerk des Turms enthielt die Bilqis-Halle. Diese Halle beschrieb al-Hamdānī so: Die vier Öffnungen an den vier Enden der Halle gewährten einen guten Blick auf den Mond, der von den Königen des alten Jemen verehrt wurde. Bronzelöwen an jeder Ecke der Alabasterdecke  sollen ein brüllendes Geräusch von sich gegeben haben, wenn Wind durch sie hindurchstrich. Ein Tor, bekannt als „Qasr Al-Selah“, soll den letzten Überrest dieses Turms darstellen.
siehe auch Artikelabschnitt: Architekturgeschichte Südarabiens